# Johan Vaaler

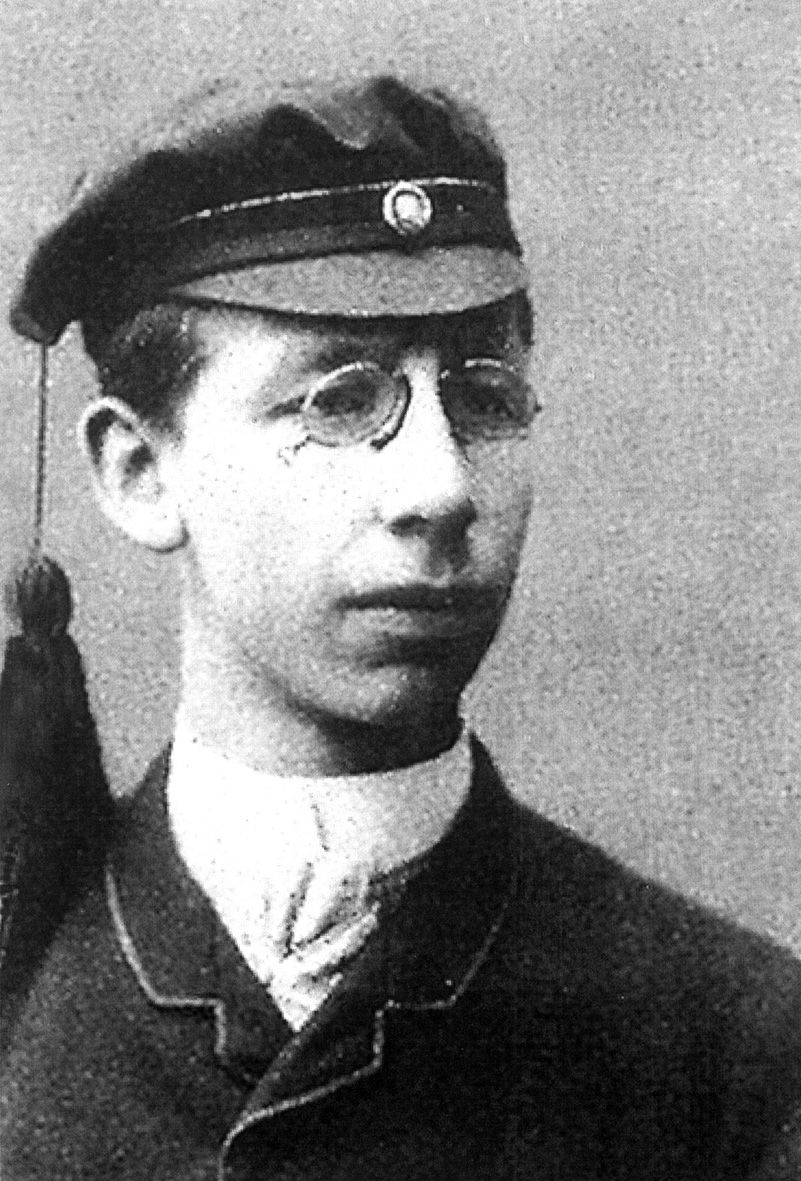
Johan Vaaler in 1887.

Johan Vaaler (Aurskog, 15 maart 1866 – Kristiania, 1910) was een Noors uitvinder. In 1899 kreeg hij het patent op de paperclip. Hij wordt vaak gezien als de uitvinder van deze kantoornoviteit, hoewel er op het moment dat de patenten werden uitgereikt al paperclips bestonden.
Niettemin, de link tussen Vaaler en de "uitvinding" van de paperclip resulteerde uiteindelijk in een nationaal symbool van Noorwegen. Gedurende de verzetsstrijd tegen de bezetting door de nazi's in de Tweede Wereldoorlog werden, nadat insignes met nationale symbolen of de initialen van de gevluchte Koning Haakon VII verboden waren, door vele Noren paperclips gedragen ter vervanging van de meer openlijke nationale symbolen. De praktijk van het dragen van paperclips evolueerde "omdat de paperclip een Noorse uitvinding was waarvan de oorspronkelijke functie was om de Noren samen te binden". Thans wordt het dragen van een paperclip als een vaderlandslievend symbool gezien in Noorwegen.
Een standbeeld van een gigantische paperclip in Oslo dient als een eerbetoon aan Vaaler, die ook wel bekendstaat als de paperclip-miljardair.